# Skerdilajd
Skerdilajd (grč.: Σκερδιλαίδας, Skerdilaídas) je bio ilirski vladar od 212. do 206. godine pr. Kr. iz plemena Ardijejaca, sin kralja Pleurata I. i brat kralja Agrona. Nakon smrti kralja Agrona, Ilirijom je vladala njegova druga žena, kraljica Teuta, i to kao regent umjesto Agronovog maloljetnog sina Pineusa kojeg mu je rodila prva žena, Triteuta.

## Vladavina
Skerdilajd je bio saveznik Filipa V. Makedonskog u razdoblju prije 218. godine pr. Kr. iako je ilirska podrška Makedoncima u borbi protiv Etolskih Grka iste godine bila narušena neslaganjima između vladara pojedinih gradova. Oko 217. godine pr. Kr. Skerdilajd je prestao pružati podršku Filipu V. tvrdeći da obećane "subvencije" nisu odavno bile plaćene. Poslao je 15 svojih brodova pod izgovorom kako idu preuzeti novac i dopratiti dragocjeni teret natrag ali su južno od otoka Krfa napali dvojicu Filipovih prijatelja i zarobili im četiri broda. Nakon toga, ilirski brodovi su nastavili presretati i pljačkati brodove i južno od Peloponeza.
Također 217. godine pr. Kr. Skerdilajd je oteo nekoliko makedonskih gradova u Pelagoniji i Dasareti, no Filip ih je brzo ponovo osvojio kao i Skerdilajdove posjede oko Ohridskog jezera. 213. godine pr. Kr. Filip zauzima Lisus, a nekoliko obližnjih gradova se dobrovoljno predalo. Zbog Skerdilajdovog savezništva s Rimom, makedonska vojska je često napadala ilirska područja oko 210. godine pr. Kr. Scerdialidas je imao sina, Pleurata II., koji je s njim sudjelovao u bitkama.

## Antički pisci o Skerdilajdu
Za razliku od većine drugih ilirskih vladara o kojima postoje tek oskudni podaci, Skerdilajd se spominje u djelima povjesničara Apijana, Livija i Polibija i to u njihovim kronikama rimskih i grčkih ratova. 
Apijan je zapisao da Iliri 230. godine pr. Kr. nisu poharali samo obale Elisa i Mesenije na zapadnoj obali Peloponeza već osvojili i Phoenice u Epiru te primorali Epirsku ligu da uđe u savez s njima. Osim pomorskog piratstva, Skerdilajd je izvršio i kopnenu invaziju na Epir.
Polibije navodi, između ostalog, da su Skerdilajd i Demetrije Hvaranin početkom 220. godine pr. Kr. otplovili s 90 brodova do Ciklada, arhipelaga u Egejskom moru i tamo vršili pljačke. Tako Livije navodi da je rimski Senat 217. godine pr. Kr. "ljubazno podsjetio" Pineusa da plati danak koji je Teuta bila primorana plaćati nakon poraza u prvom rimsko-ilirskom ratu, odnosno, "da će /Rim/ u slučaju odgođenog plaćanja prihvatiti ilirske taoce dok se dug na otplati". Vjerojatno je to bio jedan od razloga Skerdilajdovog odlaska u pljačku brodova i grčkih gradova.